# Дерек Гаролд Річард Бартон
Дерек Гарольд Річард Бартон (англ. Sir Derek Harold Richard Barton; 8 серпня 1918, Грейвсенд, Кент — 16 березня 1998, Коледж-Стейшн, Техас) — англійський хімік, член Лондонського королівського товариства (1954), лауреат Нобелівської премії з хімії (1969).

## Дитинство, юність, освіта
Дерек народився в сім'ї Вільяма Томаса Бартона і Мод Генрієтти Бартон, уродженої Лукес, і був єдиною дитиною. Його скромне походження жодним чином не віщувало ту значущість і ту велич, яких він згодом досяг завдяки своїй кар'єрі, що вплинула на життя багатьох людей і всієї наукової громадськості.

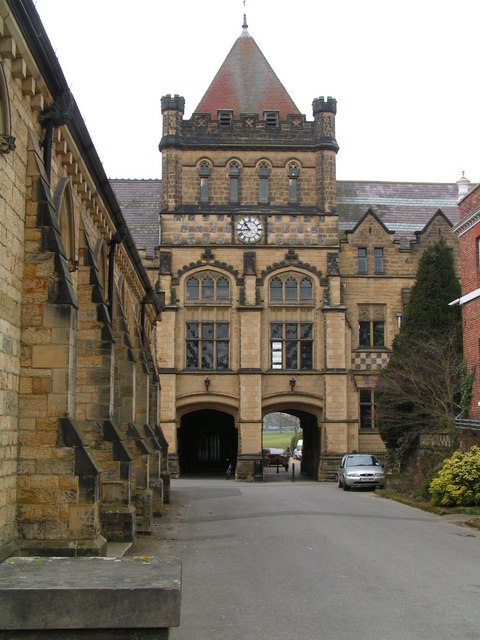
Тонбріджська школа (2006)

 За своє дитинство Бартон навчався в декількох школах: Грейвсендській школі для хлопчиків (1926—1929), Королівській школі Рочестера (1929—1932), Тонбриджській школі (1932—1935) і Медвейському технічному коледжі в Гілінгемі (1937—1938). Попри деяку напруженість в сім'ї, він вважав, що навчання в школі-інтернаті в Рочестері було для нього неприємним досвідом. Через строгості директора цієї школи Бартон до 13 років був підготовлений до вступу в духовенство, знав грецьку мову та іврит. Однак переїзд в Тонбридж позбавив його від цієї долі і разом з тим приніс йому хороше виховання і оточення. Звичайно, школи значно впливають на формування особистості, особливо це стосується тих шкіл, в яких змушують категорично дотримуватися всіх правил, іноді навіть абсурдних. Тонбрідж не був винятком. Найбільш ненависне правило для Бартона стосувалося вікон. Всі вікна слід було тримати широко відкритими увесь рік: і вдень, і вночі. До відсутності центрального опалення та постійного ознобу більшість людей цілком швидко звикли, але Бартону це завдавало страждання — нескінченно повторюються напади грипу і бронхіту. Тому щороку всі літні канікули він проводив на березі моря, щоб одужати.
Коли в 1935 році несподівано помер батько, Бартону як єдиній дитині в родині довелося покинути школу без отримання будь-якої кваліфікації. Протягом двох років для допомоги своїй родині Бартон працював помічником у фірмі батька з торгівлі лісом.
У 1938-му, будучи вільним від військової повинності через невеликий порок серця, Бартон записався в Імперський коледж науки і технології для отримання диплома з хімії. Завдяки хорошій підготовці йому дозволили вступити відразу на другий курс. У 1940 році він отримав ступінь бакалавра з відзнакою і виграв престижну студентську нагороду — Приз Гофмана.
Вибір університету був заснований на наступному факті: знаючи, що плата за навчання тут була на 50 % вище, ніж в інших, Бартон порахував, що й освіта, яку він тут отримає, буде на 50 % кращою. Пізніше він визнавав, що недооцінив коледж.
Після двох блискучих років у коледжі, Бартон закінчив аспірантуру під керівництвом професора Яна Гейлброна і в 1943 захистив докторську дисертацію (PhD) з органічної хімії.

## Роки війни
Весь перший рік після захисту дисертації він працював з І. Галіхтенштейном і М. Мадганом. Попри статус єврейського біженця Мадган був відомим хіміком-технологом. Співпраця Мадгана і Бартона призвела до розробки нового процесу виробництва вінілхлориду з етилендихлориду, що мало важливе значення для Великої Британії під час війни. Ця робота породила цілу серію статей про піроліз хлорованних вуглеводнів. Практичний досвід Бартона, отриманий у роботі з Мадганом, збагатив його знаннями в області гомогенного і гетерогенного каталізу й чудовим розумінням кінетики. Під час Другої світової війни (у 1942—1944) Бартон працював на уряд в Управлінні військової розвідки на Бейкер-стріт в Лондоні. Джерела близькі до нього знали, що він досліджує невидиме чорнило, яке можна було використовувати на людській шкірі. Однак він вважав роботу вкрай нудною і був засмучений військової рутиною.
До кінця війни Бартон отримав роботу хіміка-дослідника в Бірмінгемі й зайнявся фосфоромісними органічними сполуками. Але незабаром він вирішив повернутися в Імперський коледж, де його взяли на посаду асистента лектора з неорганічної хімії — професора Бріско. Йому належало викладати практичну неорганічну хімію для інженерів-механіків, а з часом — кінетику реакцій для справжніх хіміків. Деканом кафедри органічної хімії був Гейлброн, і в 1950 він охоче рекомендував Бартона в Бірбек-коледж, а пізніше запропонував йому членство в Лондонському королівському товаристві.

## Сходження в науці
У 1948 році Бартон познайомився з Робертом Вудвордом, який приїхав з Гарварда в Імперський коледж читати лекції за структурою сантонінової кислоти. Лекції Вудворда здалися Бартону блискучими. Вудворд говорив без слайдів і конспектів і малював крейдою на дошці структури й схеми з такою акуратністю й точністю, яких Бартон ніколи не бачив раніше. Бартона вчили, що механізми реакцій не мають жодного зв'язку з протіканням реальних реакцій. За одну лекцію Вудворд кардинально змінив його уявлення про це.
У 1940-х Бартон активно листувався з Льюїсом Фізером з Гарварду щодо хімії стероїдів. І без збентеження визнавав, що не здивувався, коли одного разу в 1948 році Фізер йому подзвонив і запитав, чи цікавить Бартона робота на місці Вудворда протягом року. Він без вагань згодився. Вудворд збирався піти в річну наукову відпустку, щоб «замкнути себе в кабінеті для посиленої роботи над книгою без відволікань на щоденні обов'язки».
Наприкінці 1940-х у Гарварді також працював Гілберт Сторк; він і Бартон отримували велике задоволення дружби, що зав'язалася між ними. Вони з натхненням брали участь у традиційних щотижневих семінарах Вудворда, які могли тривати по чотири, а то й по п'ять годин. Після виступу запрошеного лектора час, що залишився, витрачався на спроби розв'язати проблеми, які Вудворд знаходив у літературі. Бартон, розповідаючи про ці події, говорив, що «Вудворд ставав дедалі видатнішим ученим». Насправді він любив порівнювати себе з Вудвордом, незважаючи на більш високий статус останнього, хоча кожен з них мав власний підходом до розв'язання одних і тих же завдань. Бартон це формулював так: Вудворд розв'язував завдання за допомогою застосування логіки, тоді як він сам діяв переважно інтуїцією. Незабаром Бартон і Вудворд стали близькими друзями, результатом цього стало те, що в 1984 році Бартон написав біографію Вудворда.
Свою статтю Experientia про конформаційний аналіз, за яку Бартон отримав Нобелівську премію, він написав у 1950, поки був у Гарварді. Він говорив, що стаття була така коротка (всього 4 сторінки) тому, що йому довелося друкувати її самому. Але багато хто згадує його як небагатослівну людину: в цьому можна переконатися, якщо подивитися його докторську дисертацію.
Попри те, що у Бартона рано з'явився інтерес до кінетики, він ніколи по-справжньому не намагався вивчити кількісний аспект конформаційного аналізу. Він залишив цю тему іншим, одним з яких був Е. Л. Ілієл, з яким Бартон зустрівся у подорожі на Близький захід в США. Згодом Ілієл став провідним фахівцем з цієї проблеми, що дозволило Бартону продовжити дослідження з застосування конформаційного аналізу до структурних проблем, які він вважав важливішими.
У 1950 році Бартон був призначений лектором, а згодом, професором органічної хімії в лондонському Бірбек-коледжі. Незвичайним аспектом роботи в Бірбеку було те, що коледж працював (і досі працює) як вечірня школа. Це означало, що денний час був вільний для досліджень, а лекції починалися тільки після 6 вечора.
У 1955 році Бартон отримав посаду почесного професора хімії в Університеті Глазго. Під час короткого перебування Бартона в Глазго будь-який його запит на отримання грошей або приміщень негайно задовольнявся — розкіш, яку, як він говорив, ніде і ніколи більше не відчував. У його новому кабінеті були скляні перегородки, що давало йому можливість постійно оглядати лабораторію і надихати своїх колег і студентів до прагнення до досконалості. Однак йому як і раніше хотілося повернутися в Імперський коледж. У 1957 у трапилося трагічна подія: професор Брауде покінчив життя самогубством, імовірно прийнявши ціанід у себе в кабінеті, і Бартон знову повернувся додому. Тут він провів наступні 20 років, ведучи кафедру органічної хімії до статусу найкращої серед світових наукових університетів.

### Робота у Франції
Після яскравої кар'єри в Імперському коледжі Бартон підійшов до пенсійного віку. Ідея про вихід на пенсію була для нього жахлива. У 59 років йому запропонували стати директором Інституту хімії природних сполук в Національному центрі наукових досліджень (ICSN) в живописному селі Жиф-сюр-Іветт у Франції. Це призначення стало можливим завдяки його членстві в Наглядовій комітеті ICSN. Попри те, що це була група, яка зустрічалася один раз на рік для обговорення хімії і слухання лекцій, Бартон у Франції насолоджувався вином, їжею і життям. Цей незвичайний (і сильно запізнілий) ренесанс цілеспрямованої людини під час його перебування в ICSN проявлявся різноманітними способами. Наприклад, його французька мова став практично бездоганною, хоча він і говорив з чарівним англійським акцентом. Бартон навіть дійшов до того, що зустрічі його групи проходили повністю французькою, навіть якщо не було жодного франкомовного учасника. Це було корисним доповненням тим, хто працював у його групі: всі стали непогано розмовляти по-французьки. Інша весела тактика, яку Бартон розвивав в ці щасливі роки, була укладенням зі студентами парі, якщо він не міг переконати їх аргументами, коли вони повинні були прийняти або відхилити конкретну стратегію. Іноді це було контрпродуктивним, оскільки деякі студенти спеціально провокували такі суперечки, щоб Бартон визнав поразку і вручив публічно приз. І таке мале джерело веселощів приносило величезне задоволення всім учасникам його групи.
Можна було подумати, що у віці 67 років Бартон вийде на пенсію — врешті, він вже протягом 10 років енергійно керував дослідженнями в CNRS, але ті, хто добре його знали, так не думали.

### Техаський університет
У 1967 році Бартону запропонували нове місце для дослідження — Хімічний факультет в Техаському A&M університеті. Коли Бартон приїхав у Техас, він швидко створив свою групу, яка повинна була працювати переважно над новими реакціями, що включають окислення вуглеводнів. Протягом багатьох років в A&M університеті навіть тоді, коли фінансування наукових дослідження в Америці було недостатнім, Бартон щедро спонсорував наукові та освітні програми своїх студентів з власних джерел. Оскільки Бартон був відомим консультантом у промисловості, свої консультаційні доходи він перетворював на дослідницькі внески для своїх груп. Він ніколи не вважав це якоюсь формою жертви, а ставився до цього як необхідності для розвитку органічної хімії в цілому. Можливість купувати обладнання і хімікати й підтримувати студентів, звісно ж, відповідала цій необхідності.

## Результати наукових досліджень
За свою активну кар'єру Бартон опублікував 1041 роботу. До збірки«Правда і вигадка: роздуми про дослідження в органічній хімії». (Reason and imagination: reflections on research in organic chemistry) Бартон відібрав лише 137 робіт. Близько 300 людей працювали для Бартона роками, і це було однією з причин рекорду за кількістю його публікацій, інша причина ж полягала в його величезному задоволенні від публікацій своєї роботи.
Бартон вважав, що найважливіше в дослідженні — новизна, якої можна досягти лише інтелектом, важкою роботою та інтуїтивною прозорливістю. Його порада молодим ученим була простою:
|  | В університетському світі, якщо ви знаєте, як провести реакцію, вам не слід займатися нею. Ви повинні працювати тільки над тими важливими реакціями, які ви не знаєте, як зробити. |

### Перша публікація
Перша робота Бартона, опублікована в 1943 році, описувала виділення етилхінону з борошняних жучків під впливом тиску. І це стало початком його довічного інтересу до природних сполук, а деякі з них пізніше визначили його відкриття хімічних реакцій.

### Дослідження хімії стероїдів
Після того, як Бартон справив структурну характеристику інтермедіату в біосинтезі стероїдних гормонів ссавців (ланстеролу), він співпрацював з Р. Б. Вудвордом і A.А. Патчетом (AA Patchet) в реалізації часткового синтезу ланстеролу з вихідного холестерину. Цей успішний синтез розв'язав декілька давно поставлених структурних проблем у цій галузі.
Бартон також активно публікувався на тему синтезу тритерпеноїдів, стероїдних алкалоїдів, сесквитерпеноїдів, грибних метаболітів, гіркоти з рослин та їхніх структур. Для розв'язання структурних питань він бачив великі можливості рентгеноструктурного аналізу. Однак тут не обійшлося без непорозумінь. Структура клеродину, виділеного з раніше відомого Clerodendrum Infortunatum, була опублікована на основі рентгенівської кристалічної структури як структура його енантіомеру. Ця помилка згодом привела до некоректного опису майже 300 структур, споріднених із клеродином, доти, доки через багато років не була виправлена (Rogers et al, 1979).
Бартон особливо пишався роботою про лімонін, у своїй статті в журналі Experientia, опублікованій в 1960 році, спільно з Д. Аригоні (D. Arigoni), Е. Дж. Корі (EJ Corey), О. Джегером (O. Jeger) він каже, що відкрита нова група природних сполук — лимоноїди.
Інші дослідження грибних метаболітів включали аналіз складу глауконової, глауканової та біс-сохламікової кислот, зроблений в основному Джеком Болдуіном (Jack Baldwin) та складу геодіну і ердину — Яном Скоттом (Jan Scott).
Робота Бартона з біосинтезу фенольних алкалоїдів, що ґрунтувалася на двустадійному синтезі уснікової кислоти, включає окисне здвоювання двох фенольних кілець і пізніше була продовжена в повному огляді Тедом Коеном (Ted Cohen) в 1957 році, який визначив більшість майбутніх досліджень, зокрема виправлений метод біосинтезу морфію.
Приблизно в цей же час почалася робота з алкалоїдами Amaryllidaceae. Це був дуже продуктивний період спільної роботи Бартона з Гордоном Кірбі (Gordon Kirby), і дві статті цього періоду виділяються і зараз: перша робота — це робота з біосинтезу галантаміну, до якого сьогодні, як і в 1962 році, виявляється значний інтерес, з огляду на його анти-альцгеймеровий ефект; друга — робота з біосинтезу морфію, зроблена у співавторстві з Аланом Баттерсбі (Alan Battersby) та його студентами. Ця робота допомогла визначити останні стадії синтезів відповідно до більш ранніх гіпотез, і тому була особливо примітна.
1950—1980 роки для Бартона були інтенсивним періодом роботи з природними сполуками, включно зі структурним визначенням, частковим синтезом і особливо біосинтезом фенольних алкалоїдів та стероїдів. З огляду на брак аналітичного обладнання в цей час вражає, чого хіміки цього покоління змогли досягти.

### Реакція Бартона
Бартон активно займався теорією стероїдного біосинтезу, особливо його цікавило визначення стереохімії скваленового епоксиду і подальшого процесу циклізації, відповідно до механізмів Ешенмозера-Сторка. Говорячи про стероїди, для початку необхідно згадати глибокий інтерес Бартона до фотохімічним реакцій, який з'явився, коли він займався вивченням сантоніну. Це призвело до ізофотосанктонового лактону та люмосантоніну, які в той час були актуальним об'єктом дослідження для багатьох груп. Нітритний фотоліз, що знайшов чудове застосування до синтезу ацетату альдестерону і 18-гідроксіоестрона зараз відомий як реакція Бартона.
Дослідницький інститут медицини і хімії (the Research Institute for Medicine and Chemistry, RIMAC) в Кембриджі, Массачусетс
під керівництвом Моріса Пеше (Maurice Pechet) позначив проблему створення альдостерону (важливого завдання у синтезі гормонів) з простих реагентів і в економічному ключі. Проблема включала активацію метильної групи при С-18, що раніше ніколи не реалізовувалося. Геніальним розв'язком Бартона став процес сусидилу нітритного фотолізу, в ході якого відбувається розпад радикалів, відділення водню і рекомбінація радикалів монооксиду азоту, що призводить до утворення гідроксіоксиму.
Застосування реакції Бартона показало, що ацетат кортикостерону кількісно перетворюється в 11-β-нітрид, який при фотолізі в толуолі дає кристалічний оксим ацетату альдостеролу з виходом 21,2 %. Цей чудовий процес дав Бартону 60 г ацетату альдостеролу (після гідролізу оксиму азотистою кислотою), тоді як світове виробництво становило всього лише кілька міліграмів з природних джерел. Під час лекцій з цієї теми Бартон буде акцентувати увагу аудиторії на цьому факті, тримаючи в руках велику пляшку зі стероїдом.
Бартон досяг вражаючих успіхів у хімії радикалів, саме реакція нітридного фотолізу відкрила такі важливі перетворення як синтез лактонів через фотоліз амідів у присутності йодуючих реагентів і синтез ацильних радикалів з ацілксантатів. У реакції Бартона сполуки радикалів не прибирають сусідні гідроксильні групи. Тому цей процес виявився промислово значущим і згодом використовувався багатьма дослідницькими групами в усьому світі.

### Радикальне фторування
Бартон завжди віддавав перевагу значним відкриттям або винаходу хімічних реакцій. Ці принципи часто виявлялися в його роботі. Типовим прикладом цього підходу була серія статей з електрофільного фторування. Намагаючись задовольнити вимогу промисловості створити хороший і дешевий спосіб фторування молекул, Бартон і група RIMAC придумали геніальний розв'язок цієї проблеми. Для початку вони показали, що CF3OF у присутності радикальних інгібіторів виявляв себе як ефективне джерело позитивного фтору. Цей фтор приєднувався до подвійних зв'язків винятково за механізмом цис-приєднання Марковникова. Використовуючи ці методи, вони також придумали дуже практичний спосіб синтезу 5-фтор-урацилу, цей синтез використовується й понині. В області стероїдів вони показали користь CF3OF під час фторування ацетатів 9(11)-еноли з утворенням 9-α-фторокортикоїдів. Використанням гіпофторитних реагентів також може бути досягнуто N-фторування амінів, іміноефірів і сульфоноамідів. Група RIMAC також була провідною у розвитку синтезу 1α-гідрокси і 1α,25-дигідрокси вітаміну D3, який мав досить велику біологічну важливість.

### Інші наукові роботи
Загальне захоплення сполуками, що містять зв'язок сірка-азот, почався 1973 року. Цей інтерес був спровокований роботою Філіпа Магнуса (Philip Magnus) з відкриття (PhS)3N та його властивостей. Також у цей час були розроблені методи синтезу тіоксимів, що дозволило вперше визначити їхню стабільність.
Бартон вважав роботу з пеніциліну нездійсненною, незважаючи на величезний обсяг роботи, вже виконаної в цій області. Все ж, він також зробив важливий внесок у цю галузь, спочатку з Пітером Саммесом (Peter Sammes) та Тоні Барреттом (Tony Barrett). А пізніше у співпраці зі Стефаном Геро (Stephan Gero) в Жиф-сюр-Іві.
У першопрохідницькій роботі з Біллом Баббом (Bill Bubb) були досліджені реакції S4N4, S3N3Cl3 та їхніх похідних. Ці первинні дослідження були витончено використані іншими науковими групами, а також відкрили нову область хімії.
До 1970 року синтез структурно утруднених олефінів був проблематичний через внутрішньомолекулярні процеси, які зазвичай використовувалися для їхнього отримання. Бартон придумав зручні парні витіснювальні реакції, які хоч і розв'язали проблему, проте, так і не привели до кінцевої мети -тетра-т-бутилетилену. Однак ця робота була та ймовірно досі є, найкращим шляхом до структурно утруднених олефінів. Ці ідеї також спровокували інтерес до структурно утруднених заміщень та розвитку алкілованих гуанідинів, які й сьогодні широко використовуються.
Схожим чином в цей же час було відкрито практичний метод елімінування спиртів, який став відомий як реакція Бартона-МакКомбі (the Barton-McCombie reaction). Ця реакція протікає через радикальний процес і включає конверсію спирту в тіокарбонільну похідну. Після обробки трібутилстанатом ці похідні дають відповідні вуглеводневі похідні, навіть якщо поруч є функціональні групи, які можуть бути легко еліміновані. Одна тільки ця реакція відкрила багату область радикальної хімії, яка тривала всю кар'єру Бартона.
Справді, ця область радикальної хімії займала завідомо більшу частину книги вибраних статей Бартона, включаючи елімінування та декарбоксилювання через ефіри Бартона. Безсумнівно, радикальні процеси й реакції, відкриті Бартоном та його колегами, мали величезний вплив на сучасне планування й застосування синтезу. Враховуючи їхню стратегічну важливість, ці реакції й концепція житимуть ще довго.
Область досліджень, яку Бартон почав у Франції і завершив у Техасі, він ласкаво називав «гіф-оксиления» або в пізніших варіантах — «GoAgg системи». Ця робота виникла з інтересу до того, як природа окислює неактивований вуглеводень. Почавшись ранньою статтею разом з Мазевелом; робота перетворилася на велику серію публікацій, за якою через 10 років було зроблено огляд. Ця область хімії займала Бартона в його пізні роки з майже лякаючою інтенсивністю і відданістю.
Під час пошуків окислювачів для синтезів, що обговорювалися раніше, Бартон зацікавився хімією вісмуту. Разом з Віллі Мазевелом він показав, що реагенти з Bi(V) у м'яких умовах є ефективними окислювачами спиртів. Незабаром після цього сталося відкриття навіть ще важливішого застосування прямого фенілування фенолів
.

## Приватне життя
20 грудня 1944 року Бартон одружився з Джин Кейт Вілкінс (Jeanne Kate Wilkins), донькою Джорджа Вільяма Барнаба Вілкінса (George William Barnabas Wilkins) та Кейт Анні Вілкінс (Kate Annie), уродженої Ласт (Last). Весілля відзначалася в Гарроу у день 27-річчя Джин. 8 березня 1947 народилася їхня єдина дитина — Вільям Годфрі Лукес Бартон (William Godfrey Lukes Barton).
Наприкінці 1950-х років їхня родина з Джин розпалася, і він одружився вдруге — з французкою-християнкою професором Крістіан Гоньє (Christiane Gognet). До її величезної гордості її вважали єдиною людиною, якій вдалося пом'якшити «стару людину», вона допомогла йому побачити й насолодитися легшою частиною життя. Її любов до розваг, їжі та вина була заразлива. Це особливо проявилося, коли вона з Бартоном приїхала додому в рідну Францію. Під час роботи в Техасі в житті Бартона трапилася велика й дуже сумна втрата, його улюблена Крістіан померла від раку. Її хвороба була затяжною, складною і болісною. Бартон їздив на величезні відстані, щоб допомогти їй та її здоров'ю, що дедалі погіршувалося. На жаль, всі зусилля були безрезультатні, й Крістіан зрештою здалася хворобі в 1992 році. У результаті інтенсивної терапії «заривання себе глибоко в роботу» після смерті дружини, Бартон все-таки зумів оговтатися, і в 1993 році одружився зі своєю техаською сусідкою Джудіт Кобб (Judith Cobb). Вона дуже підтримувала його під час оплакування Крістіан. Бартон говорив, що Джуді була для нього необхідним каталізатором, який допоміг йому подолати енергетичний бар'єр для продовження своєї роботи. Він швидко відновив свою налаштованість на прагнення до досконалості, і вони з Джуді вирушили в нову подорож разом. Бартона запрошували читати лекції в усьому світі, тому їхнє життя було наповнене подорожами й доглядом за своїми трьома собаками, яких Бартон дуже любив — Захаріусом, Ліриком та Гіфом.
Через 12 років після приїзду до Техасу кар'єра Бартона різко обірвалася. У понеділок 16 березня 1998 року у нього стався фатальний серцевий напад. При цьому він всього лише 2 тижні тому повернувся з екзотичної конференції на Мальдівах. Конференція була на честь його 80-го дня народження, який повинен був бути пізніше в цьому році. Попри те, що Джуді не могла бути там з ним, приємно думати, що самі свіжі спогади, які він забрав з собою, були спогадами острова та образу Індійського океану. Там він був оточений своїми послідовниками, кожен з яких брав участь з ним на цьому заході як у роботі, так і у відпочинку.
Підсумовуючи кар'єру та життя Бартона, ми бачимо, що все відбувалося з ним трійками: три кар'єри, три дружини, три країни. Бартон був людиною, яка дуже пишалася великою родиною своїх колег і студентів з усього світу, йому завжди хотілося допомагати їм.

## Почесті, премії та нагороди
Серед багатьох нагород, які отримав Бартон за всю кар'єру, дві найбільш значні: Нобелівська премія та лицарський сан.
Після вивчення теми конформаційних переходів у стероїдах (яка передбачала зв'язок між кращою конформацією гормону та його реакційною здатністю) і після бурхливої семінарської дискусії в Гарварді в 1950 році Бартон представив на розгляд свою семінарську роботу в Experientia, завдяки якій з'явилося зараз прийняте знання про екваторіальне і аксіальне (полярне) розташування зв'язків, і внаслідок цього — про реакційну здатність циклогексанових систем. За допомогою логарифмічної лінійки Бартон зробив перші обчислення силового поля в кільцях циклогексану в конформаціях «ванна» і «крісло», що згодом визначило інтерес до робіт Ода Гасселя (Odd Hassel). У 1969 році за роботу в галузі конформаційного аналізу Нобелівська премія була вручена Бартону і Гасселю. Вони поділили цю нагороду, тому що конформаційний аналіз Бартона був успішно застосований до теоретичних досліджень Гасселя про конформації декаліну. У своїй роботі Гассель показав, що транс-декалін та його цис-ізомер мають пріоритетну конформацію подвійного крісла, хоча на той момент вважалося, що цис-декалін мав конформацію подвійний ванни.
Нобелівський Комітет оголосив, що внесок Бартона додав третій вимір у хімію і перевернув наше розуміння про зв'язок між стереохімією та реакційною здатністю. Бартон нарівні з Вудвордом є також одним з, можливо, лише двох Нобелівських лауреатів в галузі хімії, прізвище яких отримало статус прикметника.
У 1977 році до сторіччя Королівського інституту хімії Королівська поштова служба випустила серію марок на честь британських хіміків, лауреатів Нобелівських премій. Ім'я Барона було на одній з них. Він був надзвичайно натхнений цим фактом — попри те, що був на марці другого класу. Наче б одній Нобелівській премії було недостатньо. Незабаром після його прийняття до Клубу Нобелівських лауреатів Королева Єлизавета II в 1972 році надала йому звання лицаря. Бартон зустрів новину про лицарство коментарем «давно пора» й вибрав собі ім'я сер Дерек.

## Матеріали
- Steven V. Ley; Rebecca M. Myers (2002). Sir Derek Harold Richard Barton 8 September 1918 - 1916 March 1998. Biographical Memoirs of Fellows of the Royal Society. 48: 1—23. doi:10.1098/rsbm.2002.0001.